# Groblje Fontanelle
Groblje Fontanelle u Napulju je kosturnica, smještena u špilji u sedrenoj padini u dijelu grada Materdei. Povezuje se s kultom Fontanelle, važnim segmentom gradskog folklora. U vrijeme kad su se Španjolci doselili u grad početkom 16. stoljeća, već je postojala zabrinutost oko toga gdje smjestiti groblja, a poduzeti su i koraci da se grobovi lociraju izvan gradskih zidina. Mnogi su Napolitanci, međutim, inzistirali na tome da budu pokopani u svojim lokalnim crkvama. Kako bi napravili mjesta u crkvama za nove pokojnike, pogrebnici su počeli uklanjati ranije ostatke izvan grada u špilju, buduće groblje Fontanelle. Ostaci su plitko pokopani, a zatim su im 1656. pridružene tisuće nepoznatih žrtava velike kuge te godine.
Negdje u kasnom 17. stoljeću—prema Andrei De Joriu, napuljskom učenjaku iz 19. stoljeća, velike poplave odnijele su posmrtne ostatke na ulice, stvarajući jeziv prizor. Anonimni posmrtni ostaci vraćeni su u špilju, nakon čega je špilja postala neslužbeno posljednje počivalište siromašnih u gradu u narednim godinama - ogromno groblje za sirotinju. Službeno je kodificiran kao takav početkom 19. stoljeća pod francuskom vlašću Napulja. Čini se da je posljednji veliki broj mrtvih siromaha tu pokopan nakon epidemije kolere 1837. godine.
Zatim je 1872. otac Gaetano Barbati dao iskopati i katalogizirati kaotično zakopane kosturne ostatke. Ostali su na površini, pohranjeni u improviziranim kriptama, u kutijama i na drvenim policama. U Napulju se razvio spontani kult odanosti ostacima tih neimenovanih mrtvih. Branitelji kulta istaknuli su kako odaju počast onima koji u životu nisu imali ništa, koji su bili presiromašni čak ni za pristojan pokop. Poklonici su posjećivali lubanje, čistili ih - "usvojili" ih, na neki način, čak vraćajući lubanjama njihova "živa" imena (otkrivena njihovim skrbnicima u snovima). Nastao je cijeli kult, posvećen brizi za lubanje, razgovorima s njima, traženju usluga, donošenju cvijeća itd. Na ulazu je sagrađena mala crkva, Maria Santissima del Carmine.
Kult pobožnosti prema lubanjama groblja Fontanelle trajao je do sredine 20. stoljeća. Godine 1969. kardinal Ursi iz Napulja odlučio je da je takva pobožnost izrodila u fetišizam i naredio da se groblje zatvori. Nedavno je restaurirana kao povijesno mjesto i može se posjetiti.

## Galerija
- Naslagane lubanje
- Poznata lubanja Concetta
- Oltar
- Složene lubanje i lubanje posložene u kutije

## Vanjske poveznice
|  | Zajednički poslužitelj ima još gradiva o temi Groblje Fontanelle |

- Around Naples Encyclopedia
- Cimitero delle Fontanelle at Find a Grave
- YouTube video of the Fontanelle from Napoli Underground
- GoToNaples.tv for Fontanelle cemetery